# Denys Auguste Affre

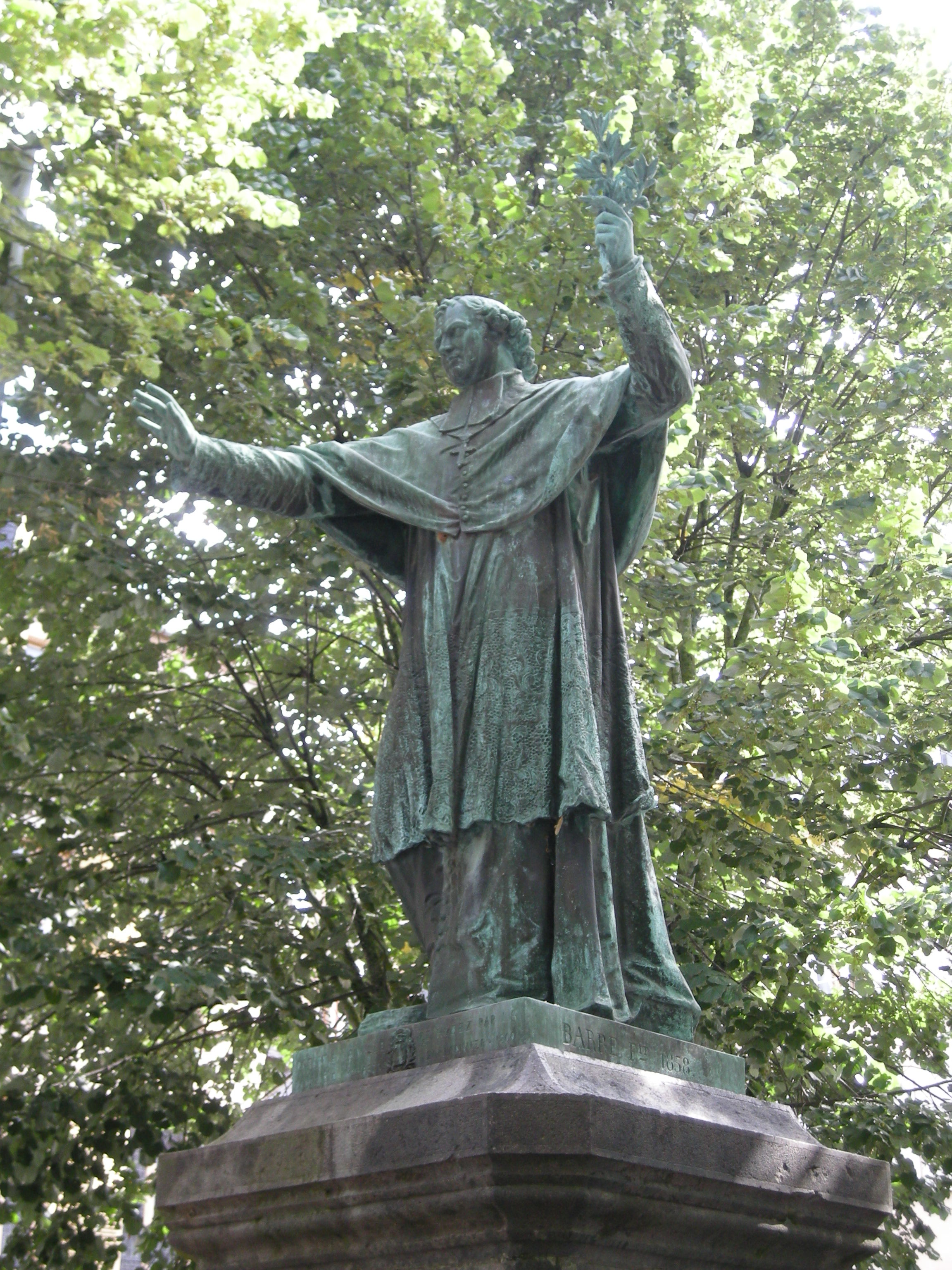
Pomnik arcybiskupa Affre'a w Rodez

Denys Auguste Affre (ur. 27 września 1793 w Saint-Rome-de-Tarn, zm. 27 czerwca 1848 w Paryżu) – 126. arcybiskup Paryża. 

## Wczesna działalność
Affre już w wieku czternastu lat wstąpił do seminarium przy paryskim kościele Saint Sulpice, którym kierował jego wuj Denis Boyer. Studia ukończył z wyróżniającymi wynikami i podjął pracę nauczyciela filozofii w seminarium duchownym w Nantes. Wyświęcony na kapłana został 16 maja 1818 roku, pracował kolejno w kościele Saint Sulpice, następnie był wikariuszem generalnym diecezji Luçon i Amiens. W tym okresie napisał kilka książek o problemie własności dóbr kościelnych oraz zasadach administrowania parafią. W 1839 został powołany na stanowisko koadiutora diecezji strasburskiej, jednak nigdy nie wykonywał w praktyce tej funkcji. 6 kwietnia 1840, po śmierci Hyacinthe'a de Quelena, został arcybiskupem Paryża. 

## Arcybiskup Paryża
Jako arcybiskup stolicy Francji Affre prowadził niezwykle aktywną działalność duszpasterską, ukierunkowaną szczególnie na coraz liczniejszych w Paryżu robotników. Otworzył szereg nowych parafii w zamieszkanych przez nich dzielnicach, wśród nich parafie Ménilmontant, Plaisance, Petit-Montrouge, Maison-Blanche, Petit-Gentilly, Notre-Dame de la Gare, Billancourt, Gros-Caillou czy Sainte-Clotilde. Interesował się również szkolnictwem, poziomem i praktyką nauczania w prowadzonych przez Kościół szkołach i seminariach. Przyczynił się do otwarcia katedry teologii na Sorbonie (istniała do 1885). Sam napisał pracę pt. Introduction philosophique à l'étude du Christianisme (Filozoficzny wstęp do studiów nad chrześcijaństwem). 

### Śmierć
Affre z niepokojem przyjął upadek monarchii lipcowej, obawiając się potencjalnych krwawych konsekwencji nowej rewolucji. Będąc uważnym obserwatorem zmian na scenie politycznej, nie był również do końca zgodny z postępowaniem rządu tymczasowego wobec robotników. Nie poparł jednak również ich zbrojnego wystąpienia, po wybuchu dni czerwcowych pragnął swoim autorytetem wśród ludu uzyskać zawieszenie broni. Udał się na barykadę przy ul. Saint Antoine razem z działaczem politycznym pochodzenia robotniczego, Albertem, oraz swoim przyjacielem Pierre'em Sellierem. Został jednak nieprzychylnie przyjęty, a poruszenie po stronie oblegającej barykadę Gwardii Narodowej wywołało dodatkowy niepokój wśród powstańców. Arcybiskup zdążył powiedzieć zaledwie kilka słów, gdy rozpoczęła się strzelanina. Duchowny został przypadkowo ugodzony kulą wystrzeloną przez gwardzistę. Przeniesiony do pałacu biskupiego, zmarł 27 czerwca we wczesnych godzinach rannych. 
Na wieść o śmierci arcybiskupa Zgromadzenie Narodowe oddało mu hołd specjalną uchwałą, zaś pogrzeb, który miał miejsce w dniu 7 lipca, zgromadził 200 tys. ludzi. 